# Каланіна Єлизавета Вікторівна
Єлизаве́та Ві́кторівна Кала́ніна (нар. 1 лютого 1995, м. Кременчук) — українська дзюдоїстка, призерка чемпіонату Європи.

## Кар'єра
У 2018 році виграла свою першу дорослу медаль на чемпіонаті Європи, що проходив у Тель-Авіві, ставши третьою. Після цього НОК України визнав її  найкращою спортсменкою квітня 2018 року.

## Основні досягнення
2015
- European Cup (юніори) +78 кг, Софія
- European Cup (юніори) +78 кг, Вроцлав
- Чемпіонат світу серед юніорів +78 кг, Абу-Дабі

2016
- European Judo Open +78 кг, Таллінн
- Чемпіонат Європи серед молоді +78 кг, Тель-Авів-Яфо

2017
- Grand Slam +78 кг, Баку
- Grand Prix +78 кг, Хух-Хото
- European Judo Open +78 кг, Мінськ

2018
- European Judo Open +78 кг, Одівелаш
- Grand Prix +78 кг, Агадір
- Чемпіонат Європи +78 кг, Тель-Авів-Яфо
- Grand Prix +78 кг, Загреб
- Grand Prix +78 кг, Ташкент

2019
- Grand Prix +78 кг, Тель-Авів-Яфо
- Grand Slam +78 кг, Баку

2020
- Чемпіонат Європи +78 кг, Прага